# Meerdaalbos
Meerdaalbos är en skog i Belgien.   Den ligger i regionen Flandern, i den centrala delen av landet, 24 km öster om huvudstaden Bryssel.
Trakten runt Meerdaalbos består till största delen av jordbruksmark. Runt Meerdaalbos är det ganska tätbefolkat, med 129 invånare per kvadratkilometer.